# ماه عسل پرماجرا (فیلم ۱۹۵۶)
«ماه عسل پرماجرا» (انگلیسی: Once Upon a Honeymoon) فیلمی آمریکایی در سبک موزیکال است که در سال ۱۹۵۶ منتشر شد. از بازیگران آن می‌توان به ویرجینیا گیبسون اشاره کرد.